# 아디게인
아디게인은 아디게야 공화국의 주민이며, 아디게야 공화국에서 가장 많은 민족이다. 넓은 의미로는 체르케스인을 아디게인이라고 일컫는다.

## 거주 국가
러시아(20만 명)에 주로 거주하고, 아디게야 공화국에 주로 거주한다. 일부는 터키, 요르단, 이스라엘, 마케도니아 공화국, 레바논, 시리아, 미국, 서유럽에도 이주했다.

## 언어
아디게어를 쓴다. 러시아어, 튀르키예어도 사용한다.

## 종교
주로 이슬람교를 믿는다. 일부는 샤머니즘, 러시아 정교회를 믿는다.